# Talk to Me (pel·lícula de 1984)
Talk to Me és una pel·lícula dramàtica estatunidenca independent del 1984 dirigida per Julius Potocsny i protagonitzada per l'actor Austin Pendleton en un estrany paper principal al cinema, i coprotagonitzada per Michael Murphy, Barbara Eda-Young, Dan Shor, Michael Tolan i un cameo d'aparició especial de Louise Fletcher. La pel·lícula va ser produïda per la Hollins Communications Institution per beneficiar l'American Institute for Stuttering, on Pendleton es va graduar.